# Premio San Genesio
I premi San Genesio sono stati istituiti dalla rivista Sipario sotto il patrocinio del comune di Milano. Assegnati annualmente a partire dal 1954 da una commissione di critici drammatici e di personalità del mondo teatrale. Gli attori che hanno vinto più volte questo prestigioso premio sono Tino Carraro, Vittorio Gassman, Enrico Maria Salerno e Salvo Randone tra gli uomini, Rina Morelli e Sarah Ferrati tra le donne.
Il premio era intitolato a San Genesio di Roma, mimo martirizzato durante l'impero di Diocleziano.

## Vincitori

### Migliore attrice
| Anno | Attrice           | Opera                            |
| ---- | ----------------- | -------------------------------- |
| 1954 | Paola Borboni     | La morale della signora Dulska   |
| 1955 | Lilla Brignone    | Come le foglie                   |
| 1956 | Rina Morelli      | Zio Vanja                        |
| 1957 | Olga Villi        | Ma non è una cosa seria          |
| 1958 | Anna Proclemer    | La figlia di Iorio               |
| 1959 | Sarah Ferrati     | Platonov e gli altri             |
| 1960 | Pupella Maggio    | Sabato, domenica e lunedì        |
| 1961 | Rina Morelli      | Caro bugiardo                    |
| 1962 | Sarah Ferrati     | La Celestina                     |
| 1963 | Ornella Vanoni    | La fidanzata del bersagliere     |
| 1964 | Rossella Falk     | Sei personaggi in cerca d'autore |
| 1965 | Laura Adani       | Giorni felici                    |
| 1966 | Franca Nuti       | L'avventura di Maria             |
| 1968 | Valentina Cortese | I giganti della montagna         |

### Miglior attore
| Anno | Attore               | Opera                           |
| ---- | -------------------- | ------------------------------- |
| 1954 | Cesco Baseggio       | Il parlamento                   |
| 1955 | Vittorio Gassman     | Kean - Genio e sregolatezza     |
| 1956 | Tino Carraro         | L'opera da tre soldi            |
| 1957 | Renzo Ricci          | Lungo viaggio verso la notte    |
| 1958 | Salvo Randone        | Assassinio nella cattedrale     |
| 1959 | Tino Buazzelli       | Mercadet l'affarista            |
| 1960 | Vittorio Gassman     | Adelchi                         |
| 1961 | Enrico Maria Salerno | Sacco e Vanzetti                |
| 1962 | Tino Carraro         | Enrico IV                       |
| 1963 | Alberto Lionello     | Il diavolo e il buon Dio        |
| 1964 | Enrico Maria Salerno | Chi ha paura di Virginia Woolf? |
| 1965 | Tino Carraro         | Il piacere dell'onestà          |
| 1966 | Romolo Valli         | Il giuoco delle parti           |
| 1968 | Salvo Randone        | Il piacere dell'onestà          |

### Caratterizzazione maschile
| Anno | Attore              | Opera                              |
| ---- | ------------------- | ---------------------------------- |
| 1956 | Mario Carotenuto    | L'opera da tre soldi               |
| 1957 | Romolo Valli        | Il diario di Anna Frank            |
| 1958 | Franco Parenti      | J. B.                              |
| 1959 | Mario Maranzana     | I diari                            |
| 1960 | Vittorio Sanipoli   | Il revisore                        |
| 1961 | Sergio Tofano       | La resistibile ascesa di Arturo Ui |
| 1962 | Ferruccio De Ceresa | L'ostaggio                         |
| 1963 | Piero Mazzarella    | L'eredità del Felis                |
| 1964 | Giulio Oppi         | Il bugiardo                        |
| 1965 | Ferruccio De Ceresa | Tre sorelle                        |
| 1966 | Sergio Tofano       | Il giardino dei ciliegi            |

### Caratterizzazione femminile
| Anno | Attrice               | Opera                       |
| ---- | --------------------- | --------------------------- |
| 1956 | Pina Cei              | La famiglia dell'antiquario |
| 1958 | Valentina Fortunato   | L'anima buona di Sezuan     |
| 1959 | Lina Volonghi         | L'estro del poeta           |
| 1960 | Franca Nuti           | I sequestrati d'Altona      |
| 1961 | Rossella Falk         | Anima nera                  |
| 1962 | Elsa Albani           | Un ostaggio                 |
| 1963 | Anna Maestri          | Otto donne                  |
| 1964 | Giusi Raspani Dandolo | La fastidiosa               |
| 1965 | Adriana Innocenti     | La Venexiana                |
| 1966 | Lucilla Morlacchi     | Il giardino dei ciliegi     |

### Regista d'opera contemporanea
| Anno | Regista           | Opera                           |
| ---- | ----------------- | ------------------------------- |
| 1955 | Giorgio Strehler  | La casa di Bernarda Alba        |
| 1956 | Luchino Visconti  | Il crogiuolo                    |
| 1957 | Giorgio De Lullo  | Il diario di Anna Frank         |
| 1958 | Luigi Squarzina   | J. B.                           |
| 1959 | Orazio Costa      | Requiem per una monaca          |
| 1961 | Luigi Squarzina   | Uomo e superuomo                |
| 1962 | Luigi Squarzina   | Ciascuno a suo modo             |
| 1963 | Giorgio Strehler  | Vita di Galileo                 |
| 1964 | Franco Zeffirelli | Chi ha paura di Virginia Woolf? |
| 1965 | Luigi Squarzina   | La coscienza di Zeno            |
| 1966 | Giorgio De Lullo  | Il giuoco delle parti           |
| 1968 | Giorgio Strehler  | I giganti della montagna        |

### Scenografo
| Anno | Scenografo        | Opera                    |
| ---- | ----------------- | ------------------------ |
| 1955 | Mario Chiari      | La villeggiatura         |
| 1956 | Piero Tosi        | Zio Vanja                |
| 1957 | Gianni Polidori   | I demoni                 |
| 1958 | Luciano Damiani   | L'anima buona di Sezuan  |
| 1959 | Mario Chiari      | Irma la dolce            |
| 1960 | Piero Zuffi       | I sequestrati d'Altona   |
| 1961 | Ezio Frigerio     | Becket e il suo re       |
| 1962 | Emanuele Luzzati  | La baracca               |
| 1963 | Luciano Damiani   | Vita di Galileo          |
| 1964 | Franco Zeffirelli | Amleto                   |
| 1965 | Luciano Damiani   | Le baruffe chiozzotte    |
| 1966 | Pier Luigi Pizzi  | Il giuoco delle parti    |
| 1968 | Ezio Frigerio     | I giganti della montagna |